# Poslednje izganjanje hudiča
Poslednje izganjanje hudiča (v izvirniku angleško The Last Exorcism) je ameriška nadnaravna grozljivka iz leta 2010, delo režiserja Daniela Sttamma. V filmu igrajo Patrick Fabian, Ashley Bell, Iris Bahr in Louis Herthum.
Film, posnet v slogu najdenih posnetkov, sledi razočaranemu evangeličanskemu duhovniku, ki po dolgih letih izganjanja hudiča privoli v snemanje dokumentarca o njegovem poslednjem izganjanju. Ko prejme pismo kmeta, ki prosi za pomoč, duhovnik spozna kmetovo s hudičem obsedeno hčerko. Film je prejel pozitivne odzive kritikov in imel dober zaslužek.
Nadaljevanje, Poslednje izganjanje hudiča II (Last Exoricsm Part II) je izšlo 1. marca 2013.

## Vsebina
Duhovnik Cotton Marcus (Patrick Fabian) živi v kraju Baton Rouge, Louisiana s svojo ženo in sinom. Marcus, ki je svojo vero izgubil, ko se mu je rodil bolan sin, skupaj s pomočnikoma Iris in Danielom, izvaja lažne obrede eksorcizma na »obsedenih« posameznikih. Odloči se, da bo sprejel prošnjo kmeta Louisa Sweetzerja (Louis Herthum), ki trdi, da je njegova hči Nell (Ashley Bell) obsedena.
Po tem, ko sliši nekaj podrobnosti o primeru, Marcus določi, da je Nell obsedena z demonom Abalamom. Med lažnim izganjanjem Marcus prepriča družino, da je demona izgnal, za kar dobi tudi plačilo. Po obredu Marcus in filmska ekipa odide, misleč, da so pozdravili duševno bolezen, ki so jo zamenjali za obsedenost. To noč se Nell pojavi v Marcusovi sobi med nočitvijo v motelu. Marcus jo zato odpelje v bolnišnico na zdravniški pregled, ki ne pokaže ničesar posebnega. Marcus odide k Louisovemu nekdanjemu duhovniku Josephu Manleyu. Manley mu pove, da Nell ni videl že dve leti. Zjutraj Louis odpelje Nell domov in jo priklene na posteljo, po tem, ko je z nožem po obrazu porezala svojega brata Caleba (Caleb Landry Jones). To noč ekipa najde risbo mrtve mačke.
Nell ukrade kamero in odide v očetov skedenj, kjer ubije mačko in to posname. Po tem dejanju se vrne v hišo. Ekipa nato odkrije še dve risbi. Na eni stoji Marcus pred plameni s križem v rokah, na drugi pa sta Iris in Daniel razkosana.
Iz bolnice sporočijo, da je Nell noseča, zato Marcus obtoži Louisa incesta, vendar ta dejanje zanika in trdi, da je Nell devica. Ker se Louis odloči, da bo ubil Nell s puško, Marcus privoli v ponovno izganjanje.
Marcus odkrije identiteto Abalama, ki obljubi, da bo zapustil Nell če bo Marcus ostal tiho deset sekund. Abalam začne lomiti Nelline prste, medtem ko na glas šteje. Ko Abalam zlomi tri, prste Marcus zakriči, naj neha. Abalam reče Marcusu, če želi oralno zadovoljevanje. Marcu takrat sklene, da je Nell še vedno le zelo moteno dekle. Nell naj bi izgubila nedolžnost s fantom Loganom. Marcus nato v hišo pripelje pastorja Manleya in nato skupaj z ekipo odidejo. Na poti domov srečajo še Logana, ki trdi, da je gej in da z Nell ni imel spolnih odnosov. Marcus odkrije, da je pastor Manley lagal, da ni videl Nell že dve leti. Vrnejo se na Sweetzerjevo kmetijo, kjer najdejo stene poslikane s satanističnimi simboli.
Marcus in ekipa se odpravijo v gozd, kjer opazijo velik ogenj in člane kulta v kapucah pod vodstvom pastorja Manleyja. Louis in Nell sta zvezana, pred njima pa molijo satanisti. Nell rodi nečloveškega otroka, katerega Manley vrže v ogenj in slišati je mogoče demonski rjovež. Marcusu se povrne vera in s križem steče proti ognju, da bi se boril proti zlu. Ostali člani odkrijejo Daniela in Iris ter slednjo ubijejo. Daniel zbeži, vendar se kmalu ustavi, da bi videl, če mu je kdo sledil. Sreča Caleba s kapuco in povojem čez obraz. Caleb obglavi Daniela in kamera pade na tla, nato pa neha snemati.

## Igralci
- Patrick Fabian kot Cotton Marcus
- Ashley Bell kot Nell Margaret Sweetzer
- Iris Bahr kot Iris Reisen
- Louis Herthum kot Louis Sweetzer
- Caleb Landry Jones kot Caleb Sweetzer
- Tony Bentley kot pastor Manley
- Shanna Forrestall kot ga. Marcus
- Becky Fly kot Becky
- Denise Lee kot medicinska sestra
- Logan Craig Reid kot Logan
- Adam Grimes kot Daniel Moskowitz
- Jamie Alyson Caudle kot satanistka
- Allen Boudreaux kot satanist